# Saison 2019 de l'équipe cycliste Canyon-SRAM Racing
La Saison 2019 de l'équipe Canyon-SRAM Racing est la dix-huitième de la formation si on considère que la structure remonte à la T-Mobile de 2002. L'effectif est quasiment stable. Le départ de l'Allemande Trixi Worrack est le principal changement.
Katarzyna Niewiadoma est comme à son habitude très active tout au long de la saison. Elle est troisième des Strade Bianche, puis sixième du Trofeo Alfredo Binda et du Tour des Flandres. À l'Amstel Gold Race, elle produit une violente accélération dans la dernière montée du Cauberg et s'adjuge la victoire. Elle est sixième de la Flèche wallonne et de Liège-Bastogne-Liège, puis cinquième du Tour de Californie. Elle se classe deuxième du Women's Tour puis cinquième du Tour d'Italie et quatrième du Tour de Norvège. Lisa Klein performe sur les contre-la-montres et les courses à étapes plates. Elle remporte ainsi l'Healthy Ageing Tour et le BeNe Ladies Tour. Elle est championne d'Allemagne du contre-la-montre, deuxième du championnat d'Europe et cinquième du championnat du monde de la discipline. Elle est troisième du championnat d'Europe sur route. Elle remporte par ailleurs une étape du Tour de Thuringe et du Boels Ladies Tour, course dont elle prend la troisième place. Elena Cecchini est deuxième du championnat d'Europe sur route et championne d'Italie du contre-la-montre. Elle gagne aussi une étape du Tour de Thuringe. Alice Barnes réalise le doublé lors des championnats de Grande-Bretagne. Omer Shapira gagne le championnat d'Israël sur route et démontre de bonnes capacités de grimpeuses. Rotem Gafinovitz est championne d'Israël du contre-la-montre. Hannah Ludwig est championne d'Europe espoir du contre-la-montre. Katarzyna Niewiadoma est septième du classement UCI et quatrième du World Tour. Canyon-SRAM est quatrième et sixième de ces classements.

## Préparation de la saison

### Partenaires et matériel de l'équipe

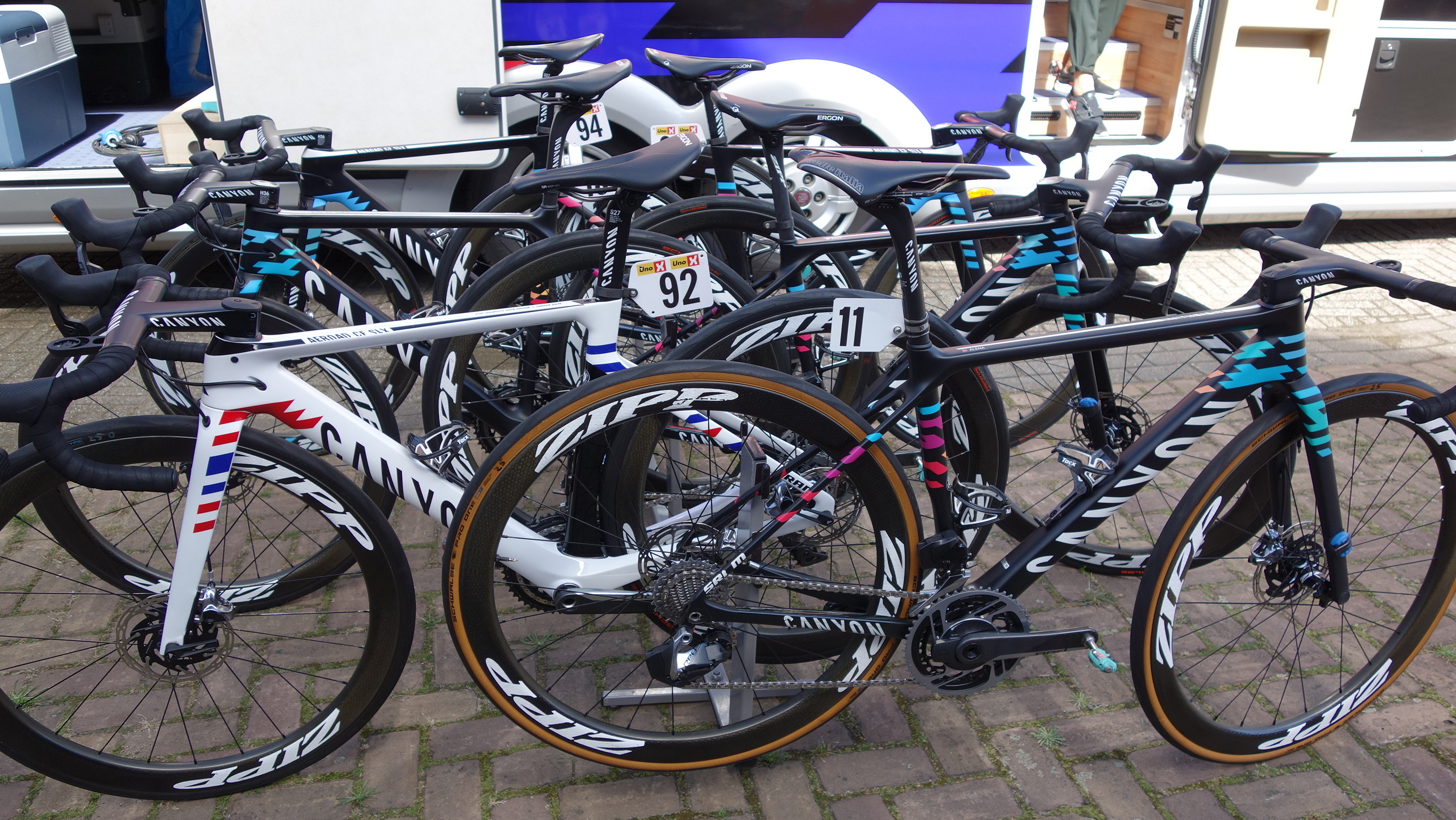
Vélo de l'équipe

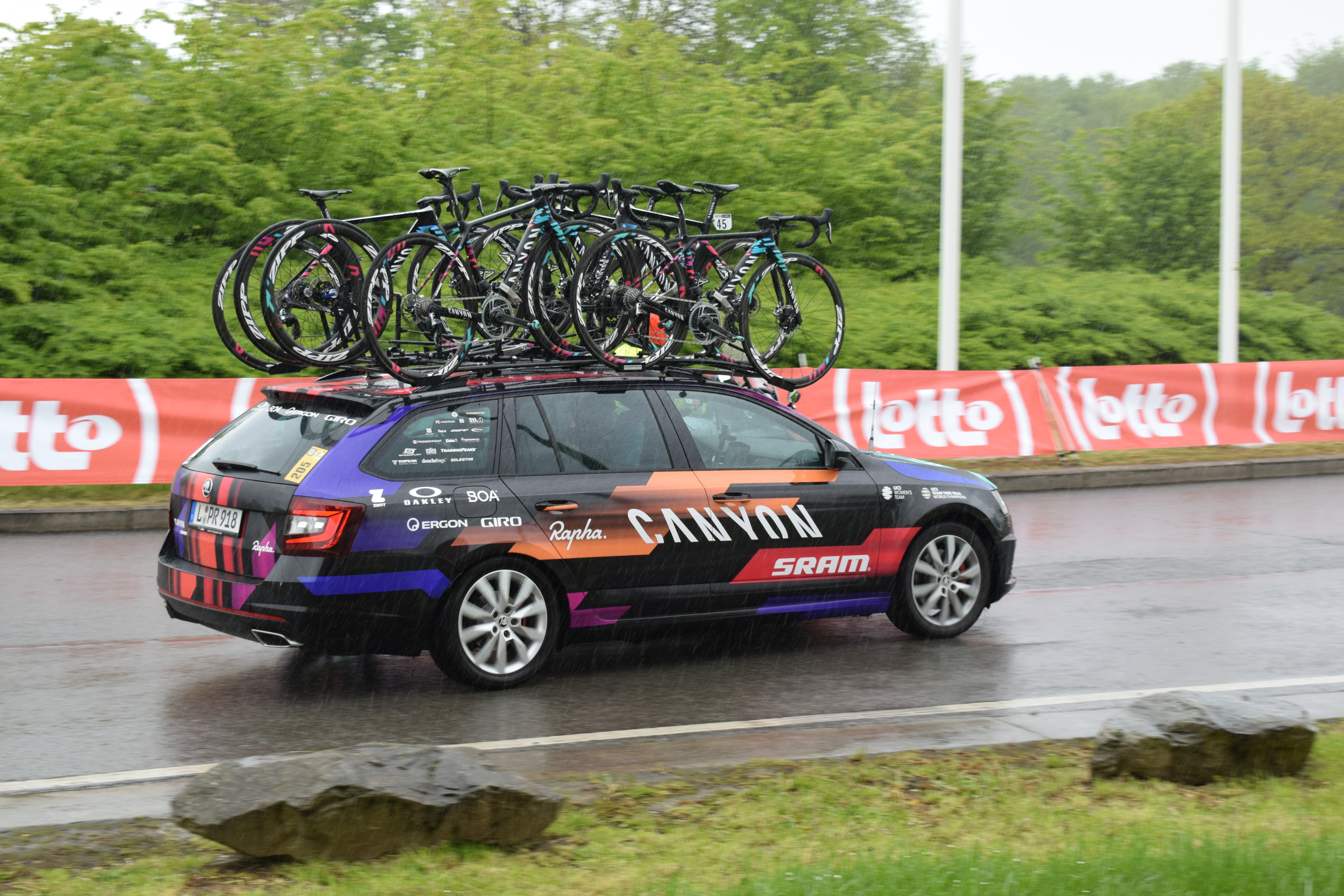
Véhicule de l'équipe

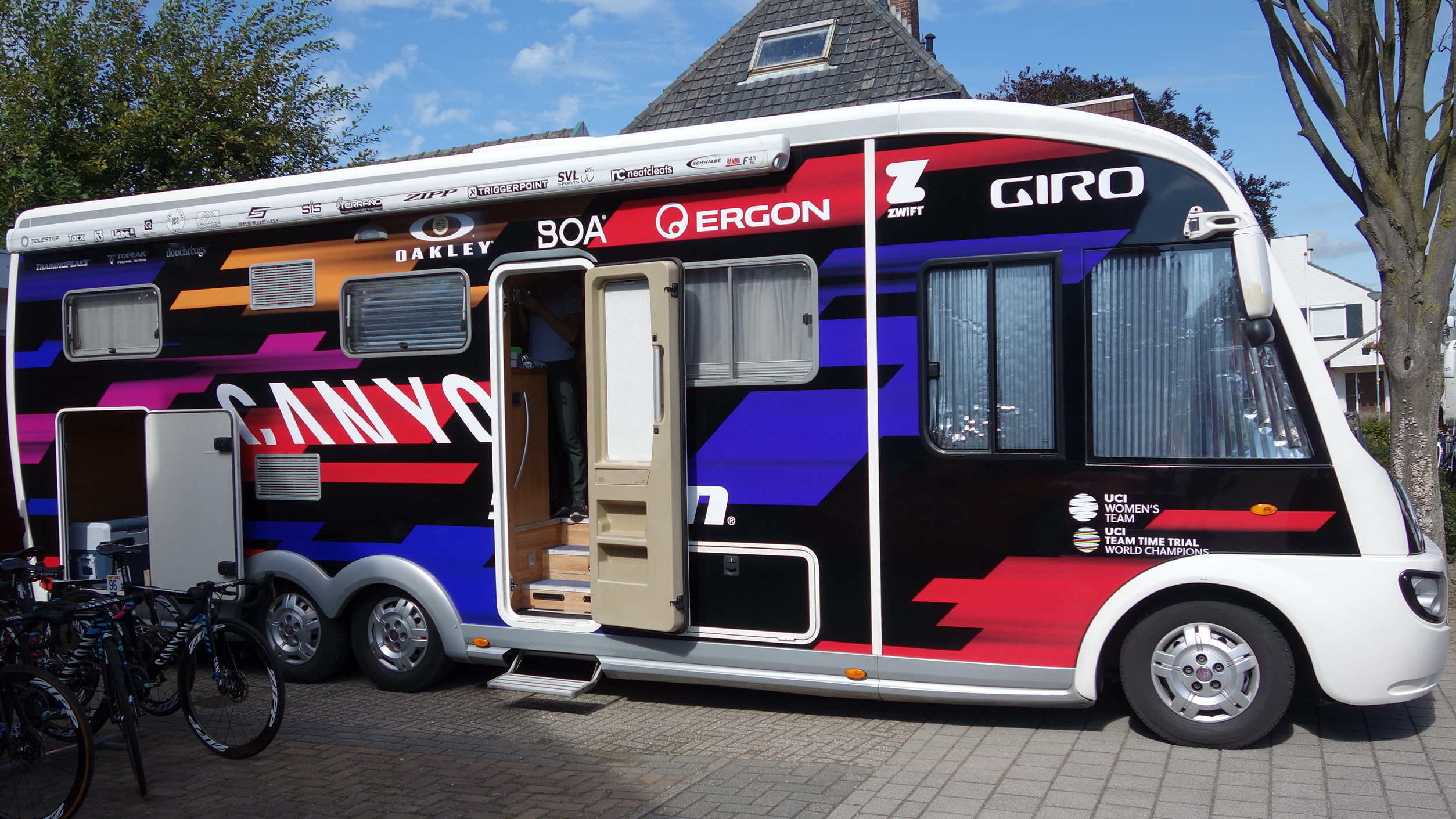
Véhicule de l'équipe

La société allemande Lauke Pro Radsport GmbH dirigée par Ronny Lauke gère l'équipe.
Le partenaire principal de l'équipe est la marque de cycles Canyon. Le groupe équipant les vélos est fourni par SRAM. La marque Rapha fournit l'habillement.

### Arrivées et départs
L'effectif est très stable. Les deux Israelienne Rotem Gafinovitz et Omer Shapira rejoignent l'équipe, tout comme la jeune Allemande Hannah Ludwig ainsi que la vainqueur du  « Zwift Academy rider » Ella Harris.
Le principal départ est celui de Trixi Worrack, capitaine de l'équipe et artisan des victoires dans le contre-la-montre par équipes. Leah Thorvilson quitte également l'équipe.
| Arrivées         | Équipe 2018         |
| ---------------- | ------------------- |
| Rotem Gafinovitz | Waowdeals           |
| Ella Harris      | Néo-professionnelle |
| Hannah Ludwig    | Néo-professionnelle |
| Omer Shapira     | Cylance             |

| Départs         | Équipe 2019 |
| --------------- | ----------- |
| Leah Thorvilson | Amateur     |
| Trixi Worrack   | Trek        |

### Effectifs
| Effectif 2019            | Effectif 2019     | Effectif 2019    | Effectif 2019                               |
| Cycliste                 | Date de naissance | Pays             | Équipe précédente                           |
| ------------------------ | ----------------- | ---------------- | ------------------------------------------- |
| Alena Amialiusik         | 6 février 1989    | Biélorussie      | Astana BePink Womens (2014)                 |
| Alice Barnes             | 17 juillet 1995   | Royaume-Uni      | Drops (2017)                                |
| Hannah Barnes            | 4 mai 1993        | Royaume-Uni      | UnitedHealthcare (2015)                     |
| Elena Cecchini           | 25 mai 1992       | Italie           | Lotto Soudal Ladies (2015)                  |
| Tiffany Cromwell         | 6 juillet 1988    | Australie        | Orica-AIS (2013)                            |
| Tanja Erath              | 7 octobre 1989    | Allemagne        |                                             |
| Pauline Ferrand-Prévot   | 10 février 1992   | France           | Rabo Liv Women (2016)                       |
| Rotem Gafinovitz         | 9 juin 1992       | Israël           | WaowDeals (2018)                            |
| Ella Harris              | 18 juillet 1998   | Nouvelle-Zélande | Mike Greer Homes Womens Cycling Team (2018) |
| Lisa Klein               | 15 juillet 1996   | Allemagne        | Cervélo Bigla (2017)                        |
| Hannah Ludwig            | 15 février 2000   | Allemagne        |                                             |
| Katarzyna Niewiadoma     | 29 septembre 1994 | Pologne          | WM3 (2017)                                  |
| Christa Riffel           | 30 juillet 1998   | Allemagne        |                                             |
| Alexis Magner            | 18 septembre 1994 | États-Unis       | UnitedHealthcare (2015)                     |
| Omer Shapira             | 9 septembre 1994  | Israël           | Cylance (2018)                              |
|                          |                   |                  |                                             |
| Source : ProCyclingStats |                   |                  |                                             |

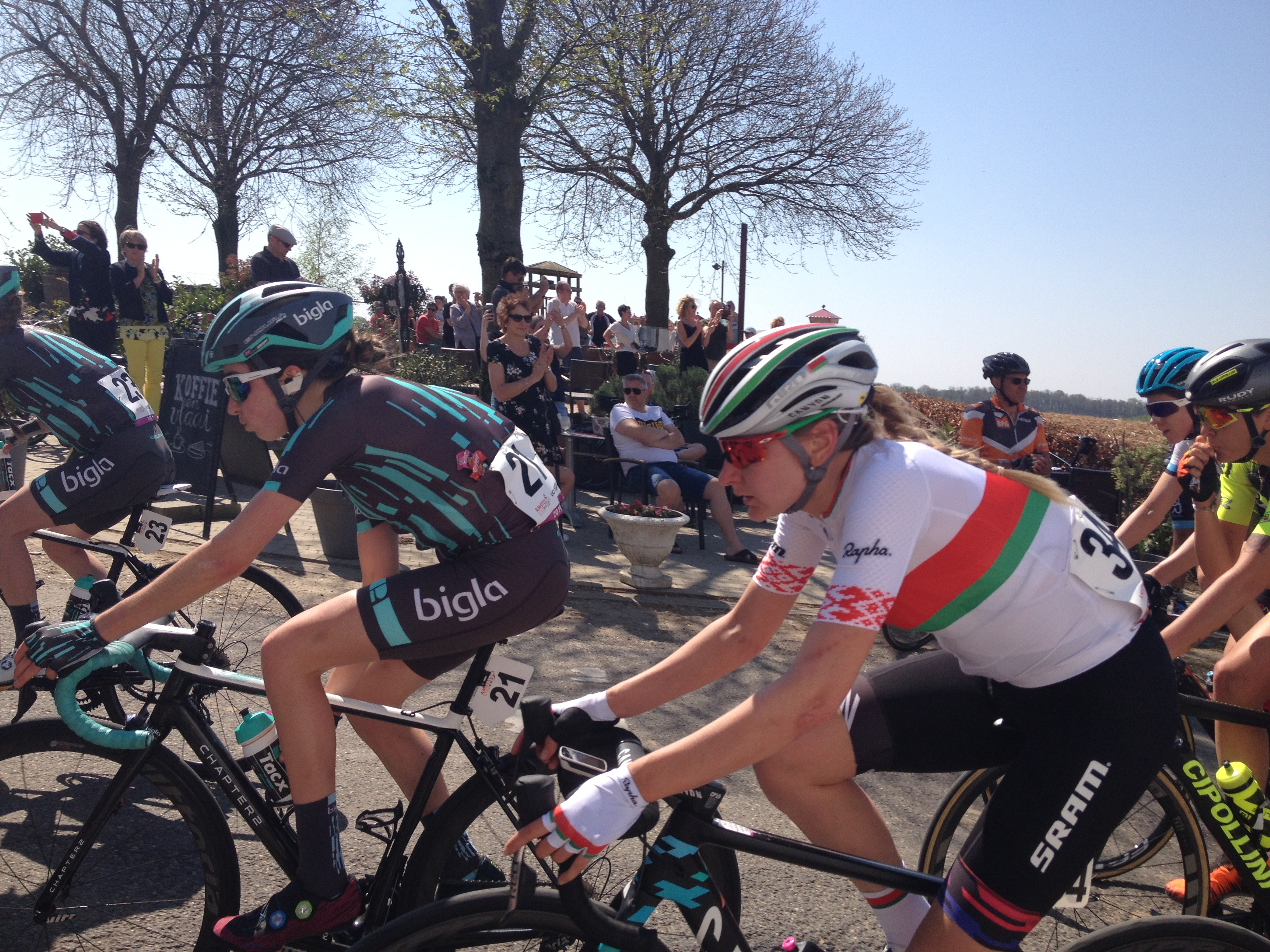
Alena Amialiusik
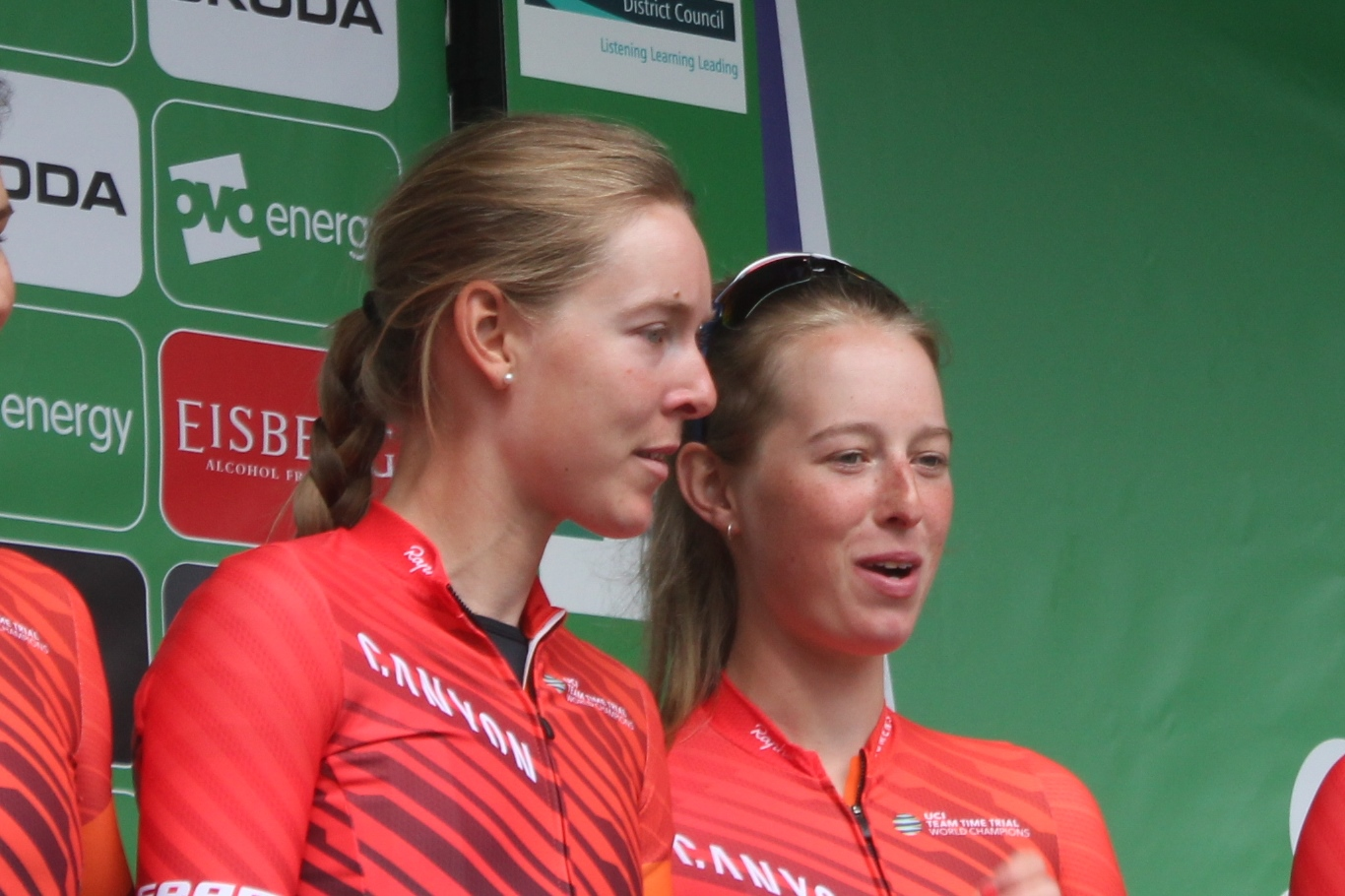
Hannah et Alice Barnes
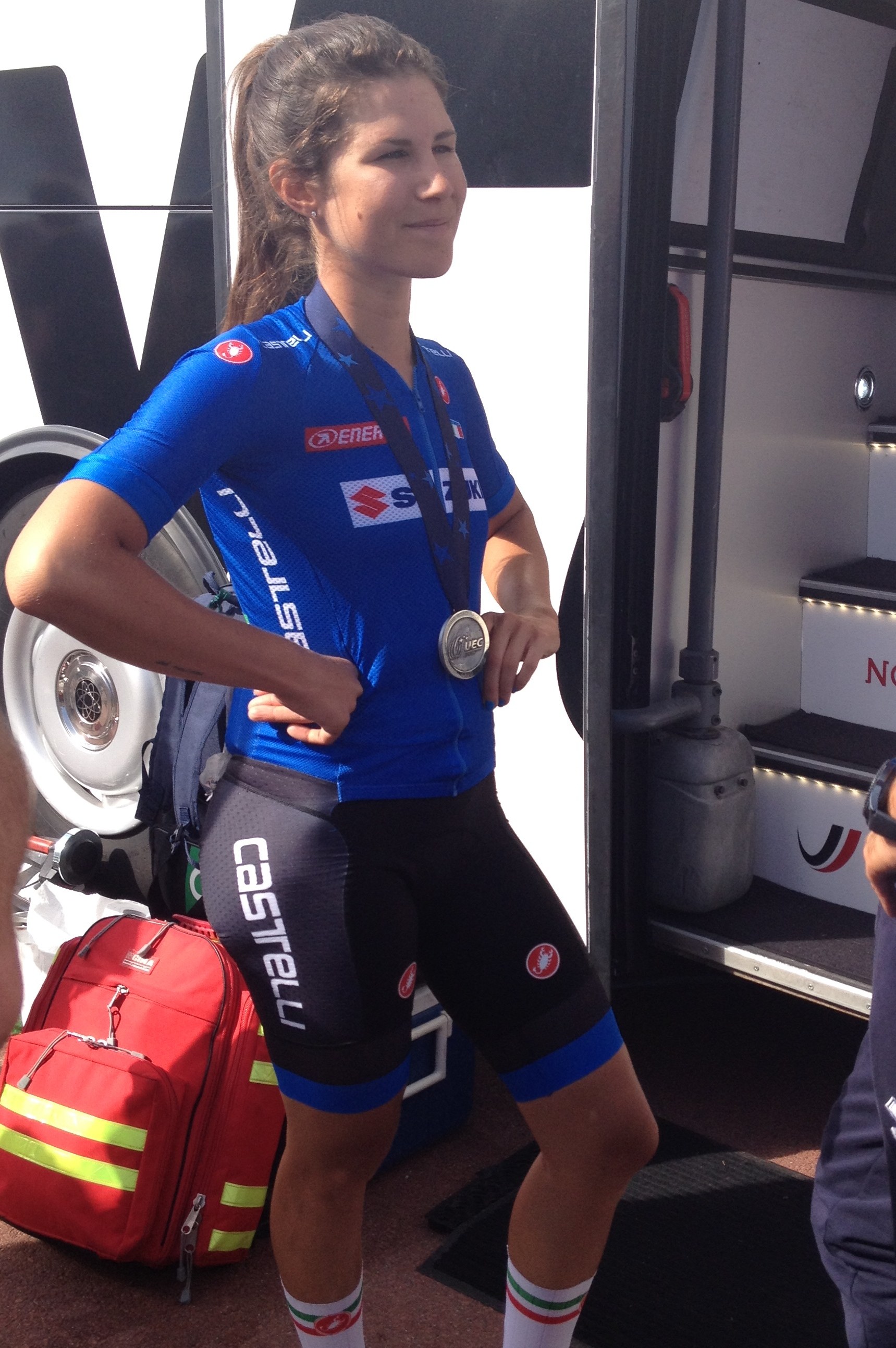
Elena Cecchini
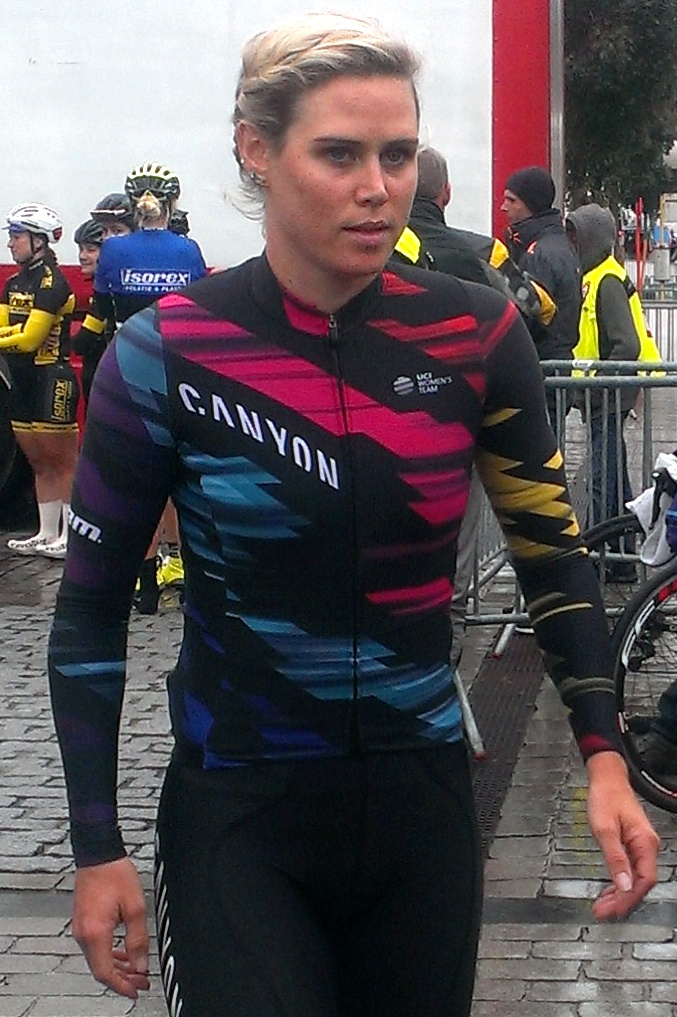
Tiffany Cromwell en 2017
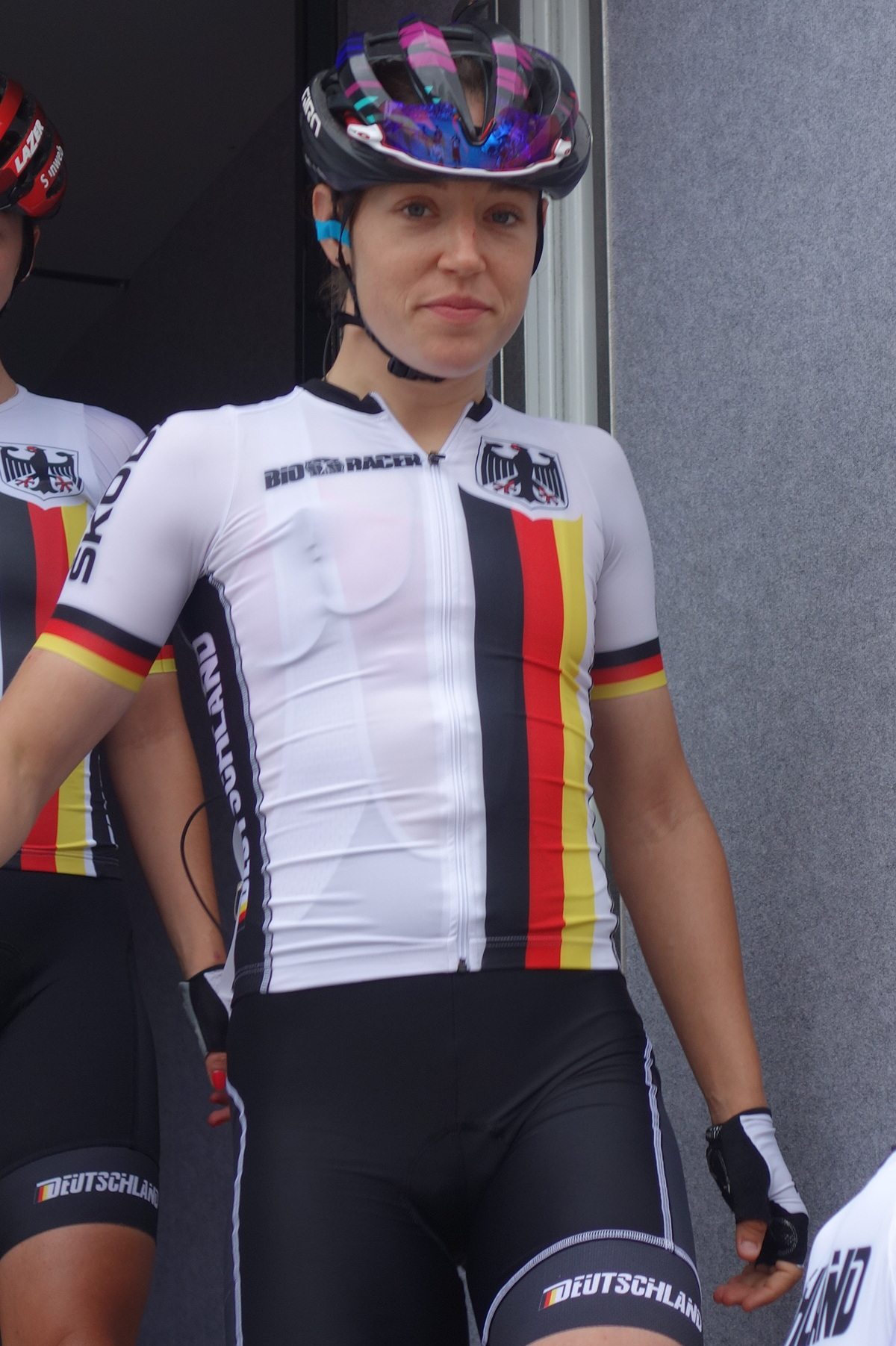
Tanja Erath
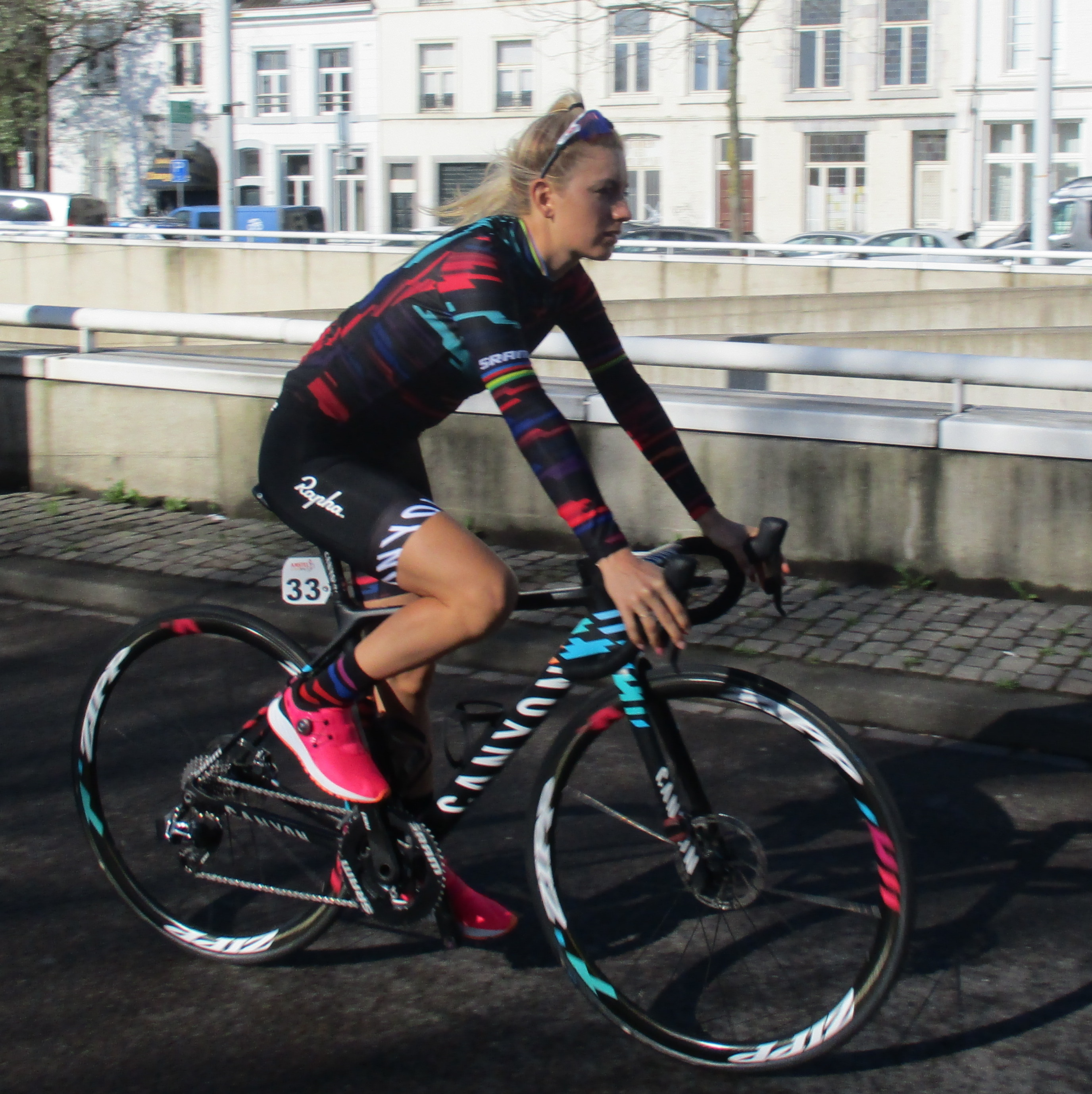
Pauline Ferrand-Prévot en 2018
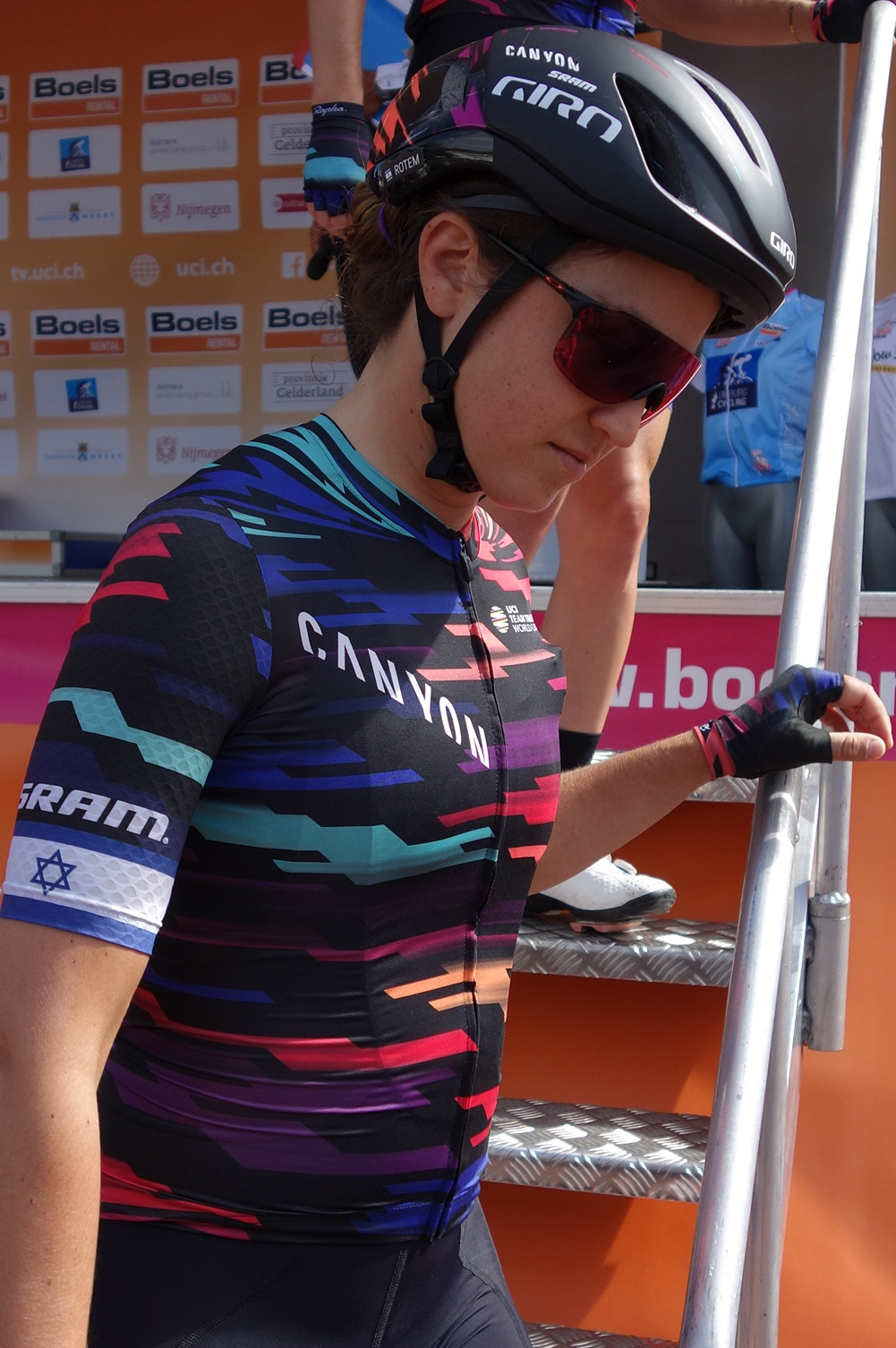
Rotem Gafinovitz
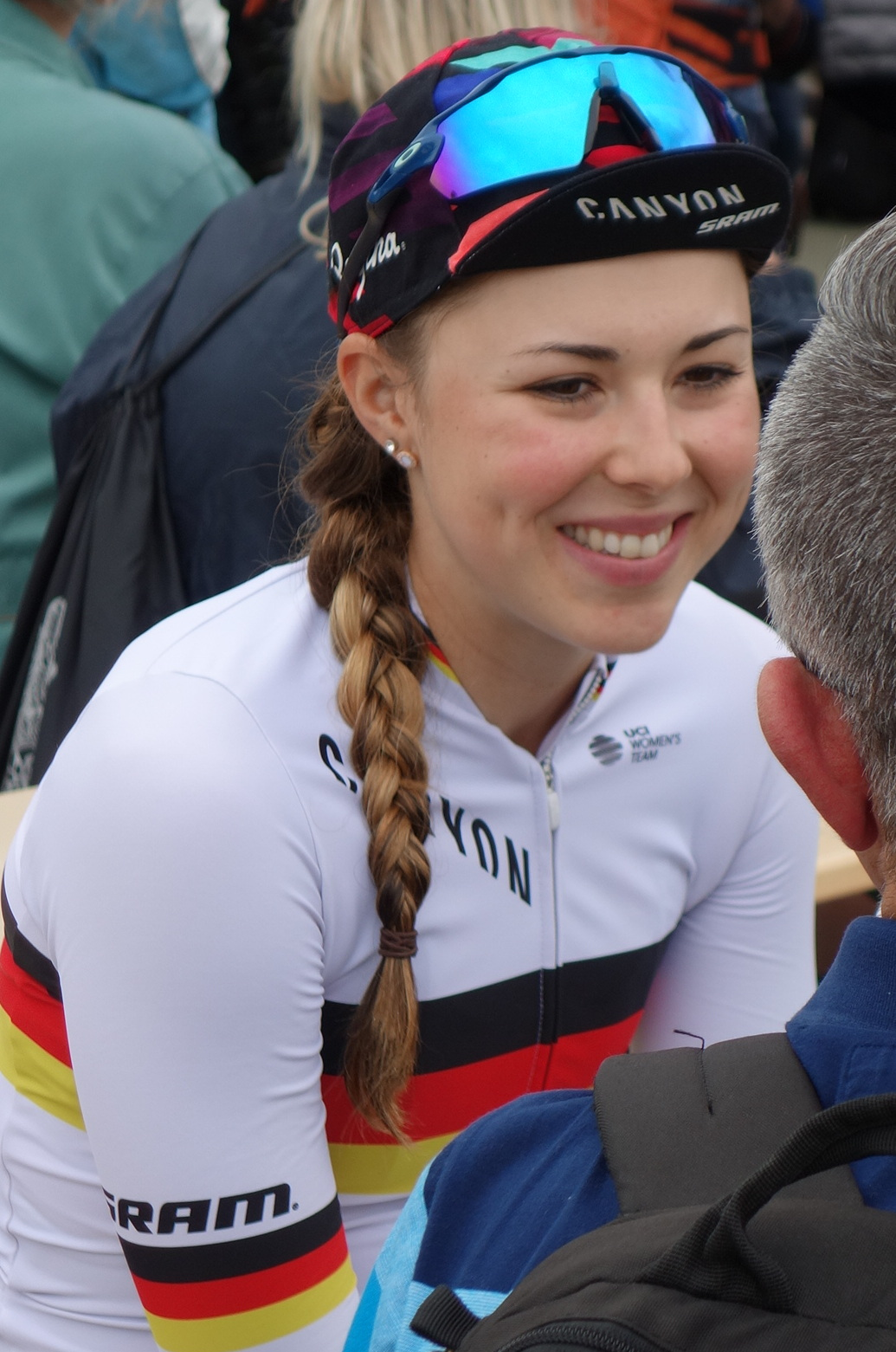
Lisa Klein
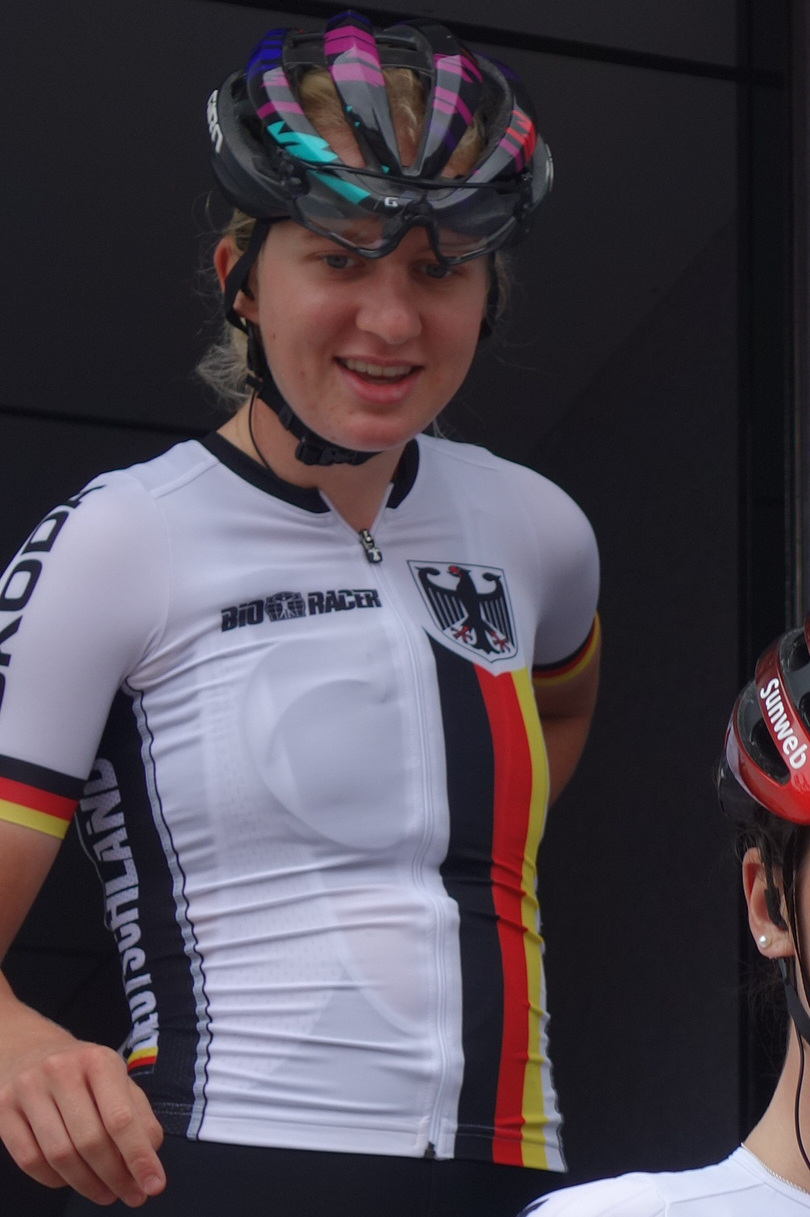
Hannah Ludwig
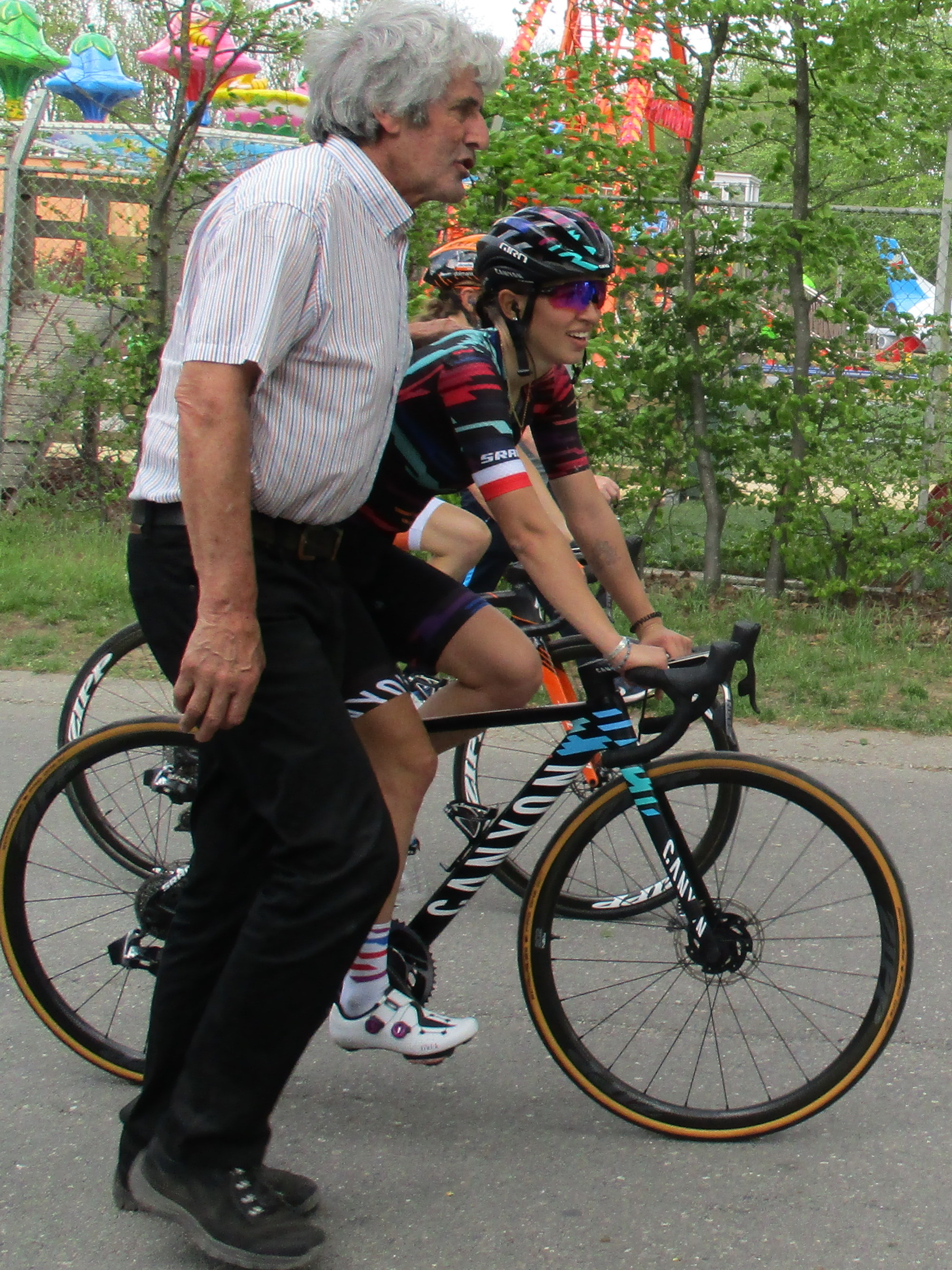
Katarzyna Niewiadoma (ici avec Henk Vos)
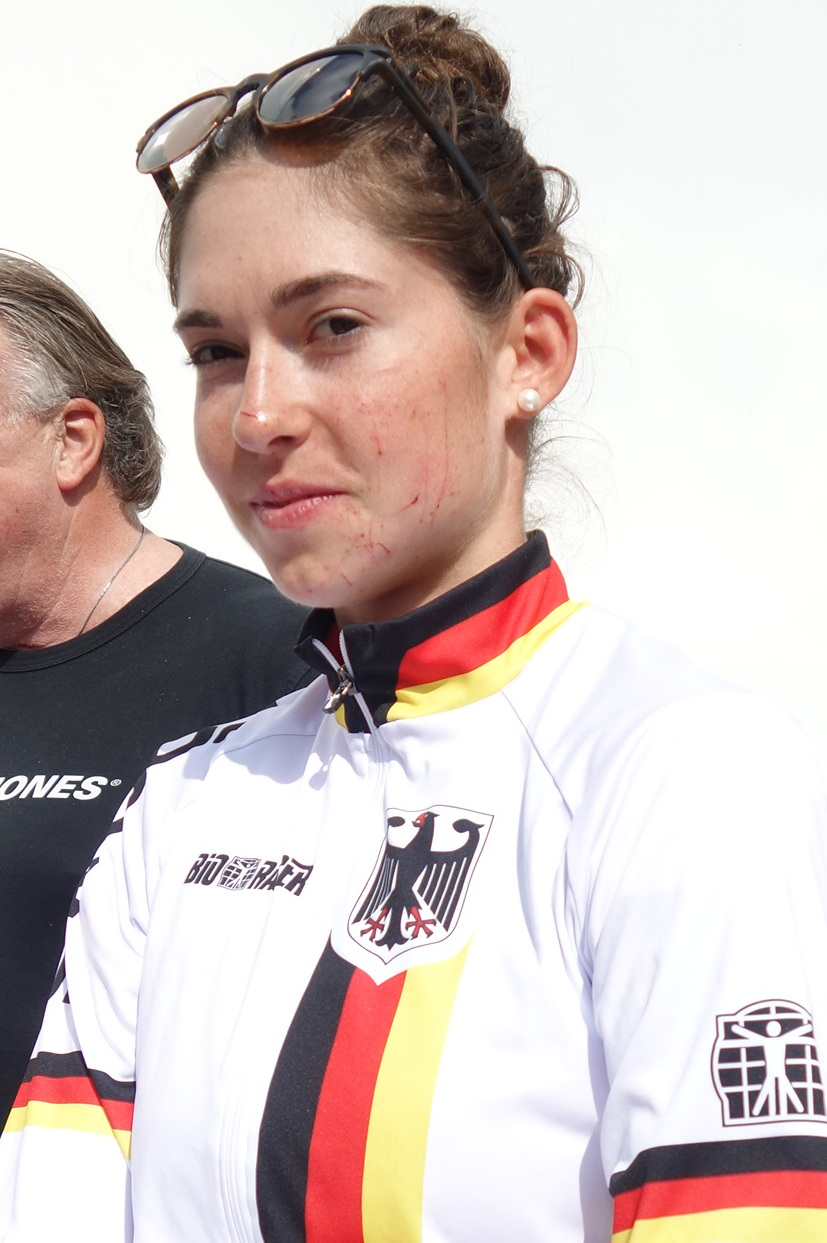
Christa Riffel
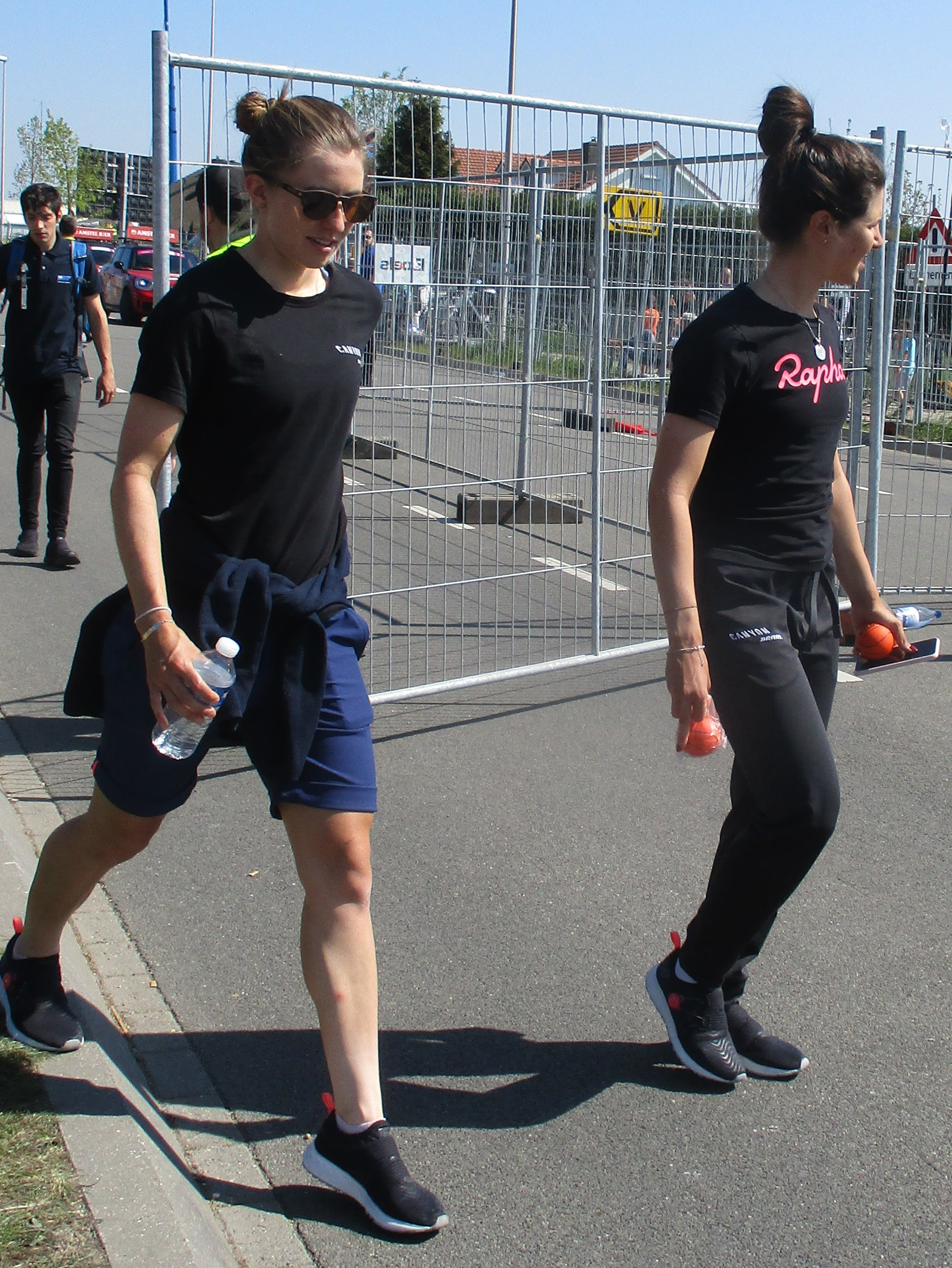
Alexis Ryan (et Elena Cecchini)
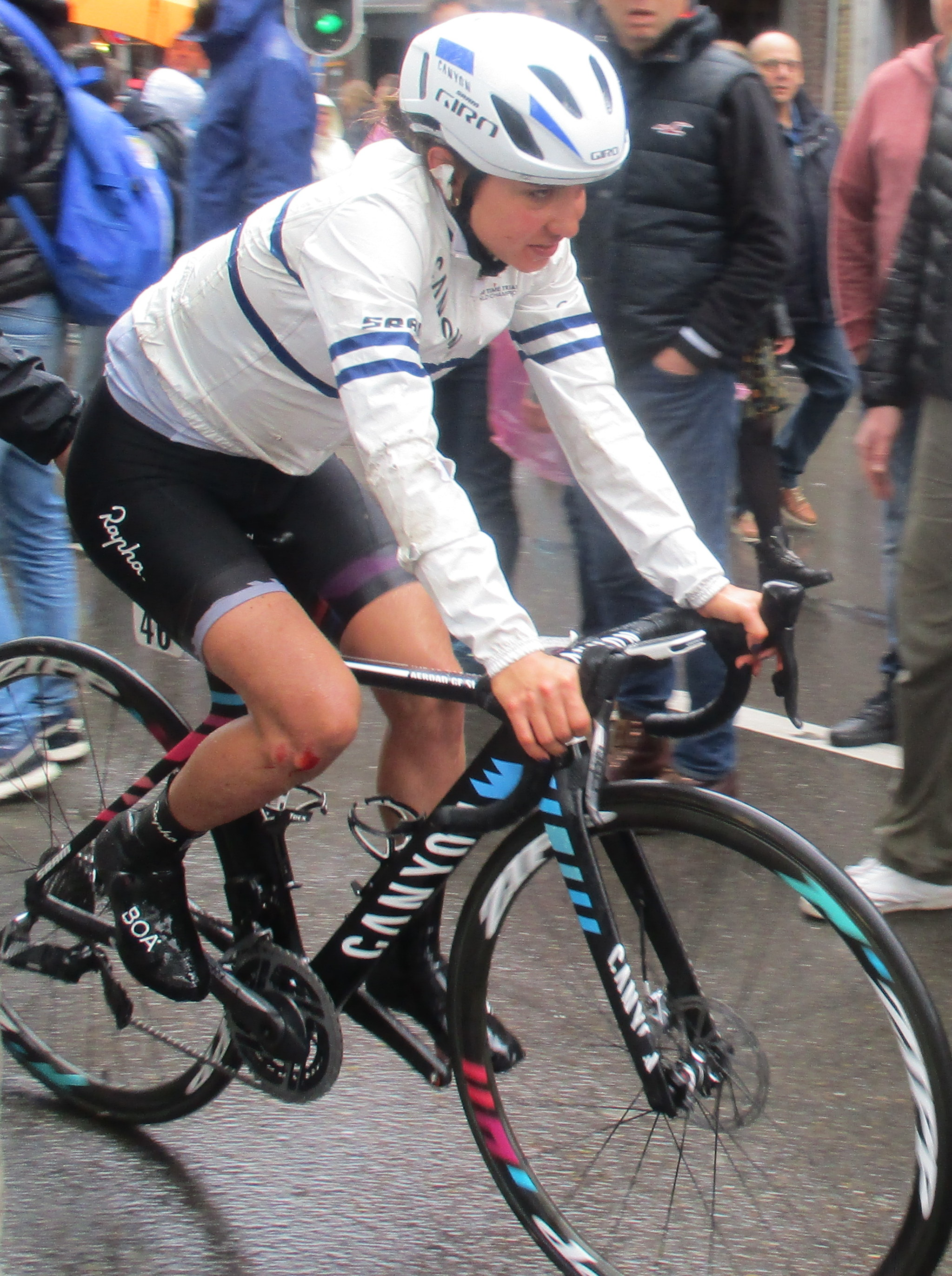
Omer Shapira

### Encadrement
Ronny Lauke est à la directeur général et directeur sportif de l'équipe, poste qu'il occupe depuis 2008. Beth Duryea est directrice sportive adjointe.

## Déroulement de la saison

### Mars
Au circuit Het Nieuwsblad, dans le Molenberg, cinq coureuses sortent du peloton dont Katarzyna Niewiadoma, Alexis Ryan et Hannah Barnes. Elles sont rejointes immédiatement après par d'autres coureuses dont Anna van der Breggen. Chantal Blaak attaque ensuite dans le Tenbosse. Katarzyna Niewiadoma l'accompagne. Elles sont reprises plus loin. Le mur de Grammont se montre décisif. Chantal Blaak ouvre la route, avec Katarzyna Niewiadoma et les autres favorites dans la roue. Après la descente, Chantal Blaak place une offensive nette et décisive. Derrière, on assiste à un regroupement. Alexis Ryan est cinquième du sprint du peloton. Aux  Strade Bianche, après le cinquième secteur, Hannah Barnes fait partie de l'échappée de cinq coureuses qui se forme. Elle est néanmoins reprise. Elena Cecchini prend le contre de trois coureuses, mais sans plus de succès. Dans le secteur suivant, à dix-sept kilomètres de la ligne, onze coureuses prennent le large. À treize kilomètres de l'arrivée, Chantal Blaak et Janneke Ensing passent à l'offensive. Blaak se retrouve seul dans le secteur suivant, mais bute sur la côte s'y trouvant. Annemiek van Vleuten réalise alors le bon et dépasse Chantal Blaak. Marianne Vos et Katarzyna Niewiadoma partent en chasse, mais ne parviennent pas à rejoindre la championne du monde du contre-la-montre. Katarzyna Niewiadoma est finalement troisième, une nouvelle fois sur le podium,.
Au Trofeo Alfredo Binda-Comune di Cittiglio, Katarzyna Niewiadoma est à l'origine de la sélection décisive dans la côte d'Orino à deux tours de l'arrivée. Elle est sixième du sprint. À Gand-Wevelgem, Katarzyna Niewiadoma suit Marta Bastianelli dans le mont Kemmel, mais elles ne creusent pas d'écart. Elena Cecchini est huitième du sprint,,.

### Avril

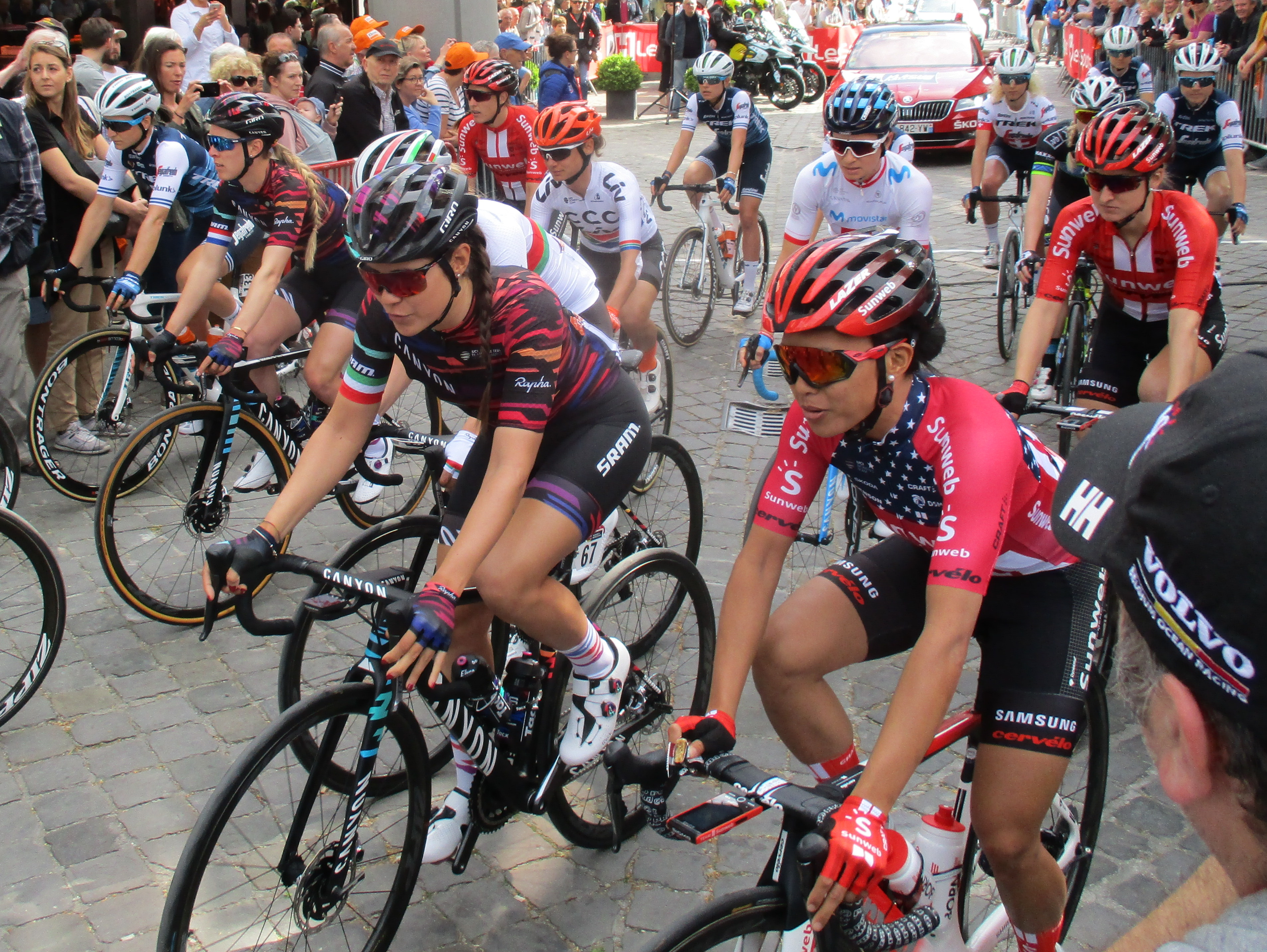
Flèche wallonne

Sur À travers les Flandres, Katarzyna Niewiadoma et Elena Cecchini font partie du groupe de favorites qui sort peu avant la côte d'Hotond. Elena Cecchini est quatrième de la course. Au Tour des Flandres, Tiffany Cromwell attaque dans le Kanarieberg mais n'est pas accompagnée. Dans la côte d'Hotond qui suit le Kruisberg, Katarzyna Niewiadoma place une violente accélération. Cecilie Uttrup Ludwig et Elisa Longo Borghini sont dans sa roue, mais elles ne peuvent partir les favorites ayant réagi. Peu après, Lisa Klein et Gracie Elvin tentent leur chance, mais le peloton est vigilant. Elles sont une trentaine au pied du vieux Quaremont. Marta Bastianelli y attaque. Seules Cecilie Uttrup Ludwig, Annemiek van Vleuten, Katarzyna Niewiadoma et Marianne Vos parviennent à la suivre. Dans le Paterberg, Niewiadoma doit lâcher prise. Elle est sixième.
À l'Healthy Ageing Tour, sur la première étape Alice Barnes attaque sans succès. Lisa Klein est deuxième du sprint. Sur la deuxième étape, elle est cinquième. Elle réalise ensuite une belle performance sur la contre-la-montre individuel, en terminant deuxième derrière Ellen van Dijk mais devant Anna van der Breggen. Cela lui permet de s'emparer du maillot jaune. Alice Barnes est également sixième de l'étape. L'équipe gère ensuite les dernières étapes. Lisa Klein s'impose donc au classement général.
À l'Amstel Gold Race, à quarante-et-un kilomètres de la ligne, dans le Cauberg, les principales favorites, dont Katarzyna Niewiadoma, se découvrent. Dans la descente, un regroupement a lieu. Dans l'avant-dernière ascension du Cauberg, Katarzyna Niewiadoma revient seule sur les échappées. Dans la montée du Geulhemmerberg, un nouveau regroupement se produit. Plusieurs coureuses sortent ensuite, mais tout se joue dans le Cauberg. Alison Jackson sort dès les premières pentes. Katarzyna Niewiadoma place ensuite une attaque violente, qui décroche Marianne Vos. Elle monte en tête. Derrière, Annemiek van Vleuten tente de réagir. Elle compte un désavantage de quelques secondes au sommet, mais compte sur ses qualités en contre-la-montre pour revenir sur la Polonaise. Cette dernière résiste néanmoins et s'impose devant la Néerlandaise,. À la Flèche wallonne, dans la côte de Cherave. Katarzyna Niewiadoma  accélère. Elle emmène treize coureuses avec elles. Dans le mur de Huy, Anna van der Breggen mène le peloton en pied d'ascension et double Mackaij. Katarzyna Niewiadoma attaque ensuite. Van der Breggen temporise jusqu'au deux cents mètres avant de produire son effort et de passer la Polonaise. Cette dernière se classe sixième. À Liège-Bastogne-Liège, la Polonaise se fait discrète et prend la sixième place.

### Mai
Au Tour de Californie, Katarzyna Niewiadoma est sixième de la première étape. Le lendemain, Kathrin Hammes et Omer Shapira passent à l'offensive. Elles sont rejointes par Coryn Rivera dans la descente vers Mount Baldy Village. Dans l'ascension finale, Shapira distance ses compagnons d'échappée. Katie Hall et Anna van der Breggen la passent dans la fin de l'ascension. Elle est cinquième de l'étape. Katarzyna Niewiadoma de nouveau sixième. Sur la dernière étape, Hannah Barnes se montre active. Lisa Klein est sixième du sprint. Au classement général, Katarzyna Niewiadoma est cinquième et Omer Shapira huitième.
Au Tour de Thuringe, la première étape voit la victoire d'un groupe d'échappée avec Christa Riffel dedans. Elles passent la ligne d'arrivée avec six minutes d'avance sur le peloton. Le lendemain, l'Allemande perd néanmoins du terrain. Elena Cecchini est quatrième de l'étape, puis sixième sur la troisième étape. Lisa Klein attaque le lendemain avec Marta Lach et Anna Christian. Leur avance culmine à deux minutes. Elle fond au fil des kilomètres, mais reste suffisante pour se disputer la victoire. Lisa Klein se montre la plus rapide et lève les bras. Alice Barnes est cinquième du contre-la-montre. Sur la dernière étape, Elena Cecchini fait partie de la bonne échappée. Elle s'impose au sprint devant Coryn Rivera et Jolien D'Hoore.

### Juin

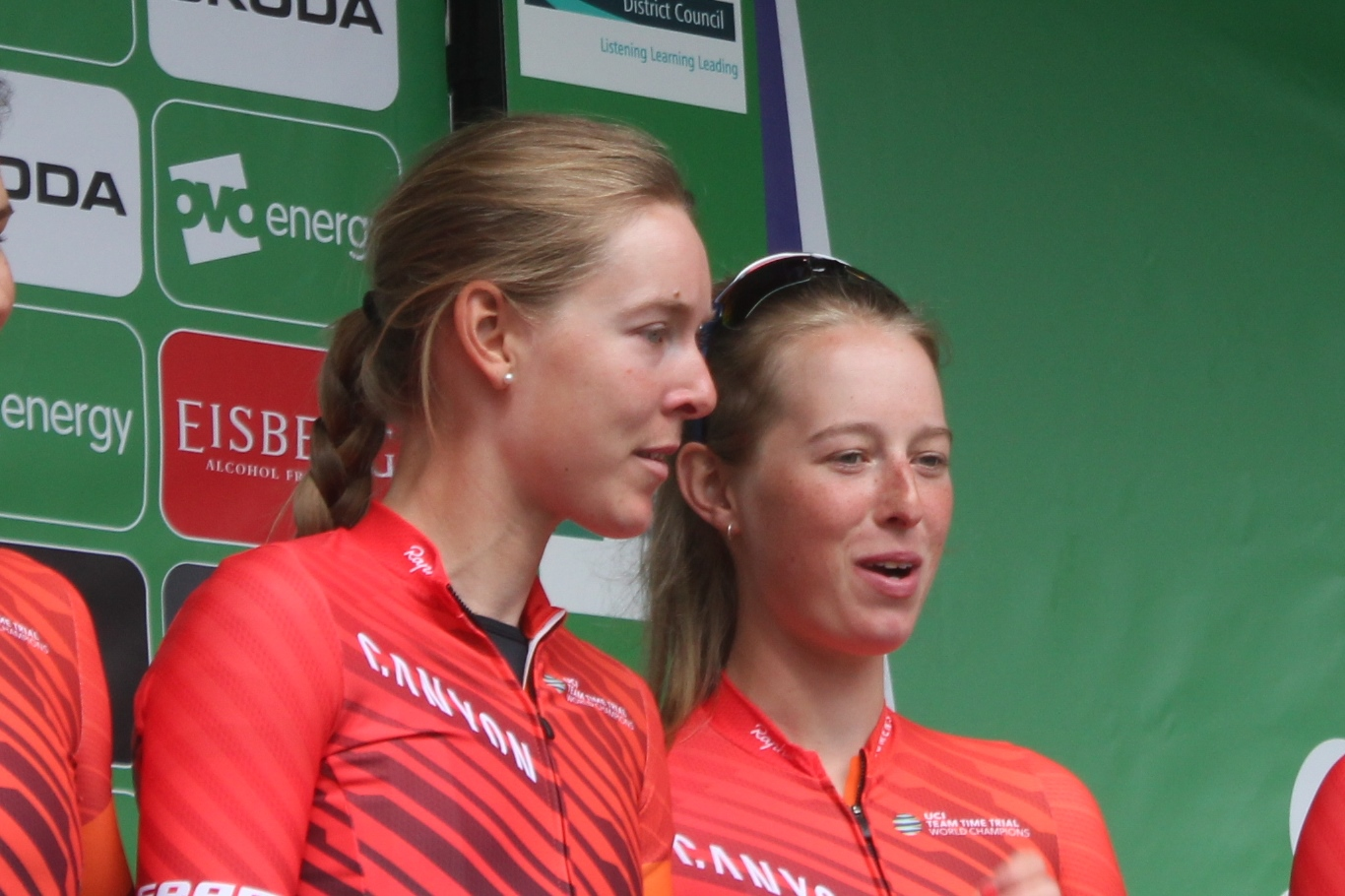
Les sœurs Barnes au Women's Tour

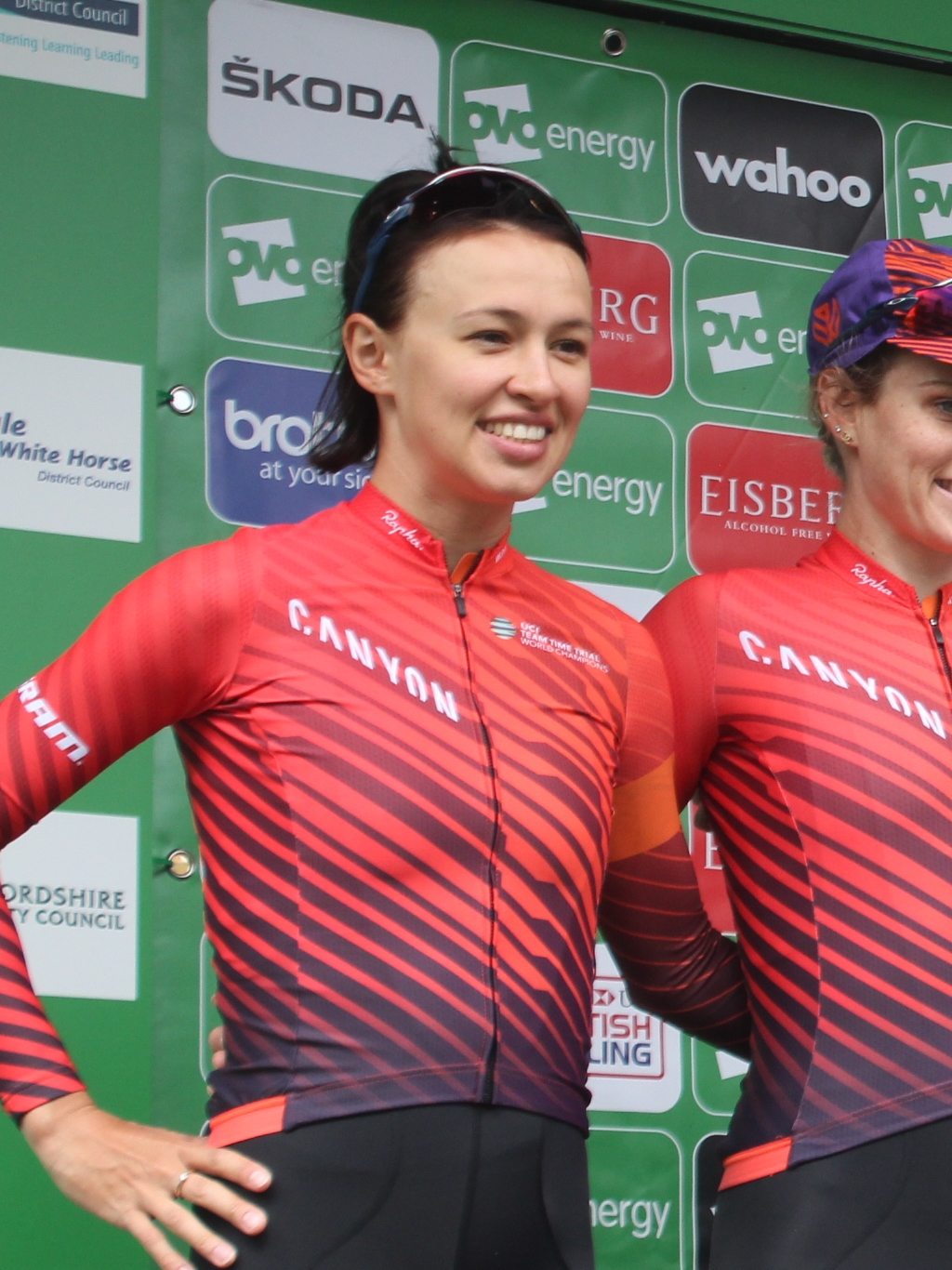
Katarzyna Niewiadoma au Women's Tour

Au Women's Tour, sur la deuxième étape, Alice Barnes fait partie de l'échappée. Elle est reprise au bout de deux tours. À cinquante kilomètres de l'arrivée, Elena Cecchini attaque et devance le peloton de quelques secondes. Elle est rejointe au milieu du huitième tour. Le lendemain, Elena Cecchini est prise dans la chute collective et doit abandonner. Sur la quatrième étape, dans la côte de Burton Dassett, Elisa Longo Borghini passe à l'offensive avec Katarzyna Niewiadoma et Liane Lippert. Elles gagnent rapidement une minute d'avance sur le peloton. Dans la deuxième ascension de Burton Dassett, le trio revient sur l'échappée matinale. Un regroupement général a néanmoins lieu dans les dix derniers kilomètres. Dans le sprint en côte, Katarzyna Niewiadoma et Liane Lippert creusent une nette avance nette. La Polonaise s'impose. Sur la cinquième étape, Lisa Klein prend l'échappée qui est rapidement revue. La principale difficulté de la journée se trouve à vingt-quatre kilomètres de la ligne. Dans le dernier kilomètre d'ascension, Katarzyna Niewiadoma, Elisa Longo Borghini et Lizzie Deignan attaquent. Elisa Longo Borghini lance le sprint pour Deignan qui devance Niewiadoma. La Britannique s'empare de la tête du classement général. La dernière étape n'apporte pas de modifications. Katarzyna Niewiadoma est deuxième du classement général et meilleure grimpeuse.
Aux championnats de Grande-Bretagne de cyclisme, Alice Barnes remporte le contre-la-montre, sa sœur est troisième. Sur route, Lizzie Holden et Anna Henderson sortent du peloton. Abby-Mae Parkinson et Alice Barnes réalisent ensuite la jonction. Dans le dernier kilomètre, cette dernière profite de la côte pour prendre quelques mètres d'avance et remporter le titre.

### Juillet
Au Tour d'Italie, Canyon-SRAM remporte le contre-la-montre par équipes inaugural. Katarzyna Niewiadoma prend le maillot rose,. Elle se classe huitième le lendemain. Sur l'étape reine, Katarzyna Niewiadoma tente de s'échapper dès le début d'étape mais est reprise. Dans l'ascension finale, elle ne peut suivre Annemiek van Vleuten. Elle se classe troisième à près de trois minutes de la Néerlandaise. Elle lui cède son maillot rose. Elle est ensuite sixième du contre-la-montre individuel. Sur la septième étape, les favorites se neutralisent et elle prend la septième place. Lors de l'arrivée au sommet de la neuvième étape, Hannah Barnes fait partie de l'échappée qui part au kilomètre vingt. Elle est néanmoins reprise au pied de la montée finale. Dans celle-ci, Katarzanyna Niewiadoma réalise une contre-performance. Elle débourse près de quatre minutes et descend du podium. Elle est cinquième de l'ultime étape et à la même place au classement général.
Au BeNe Ladies Tour, Lisa Klein remporte le prologue devant Ellen van Dijk. Elle récidive sur le contre-la-montre individuel avec quinze secondes d'avance et s'assure ainsi la victoire finale,.

### Août

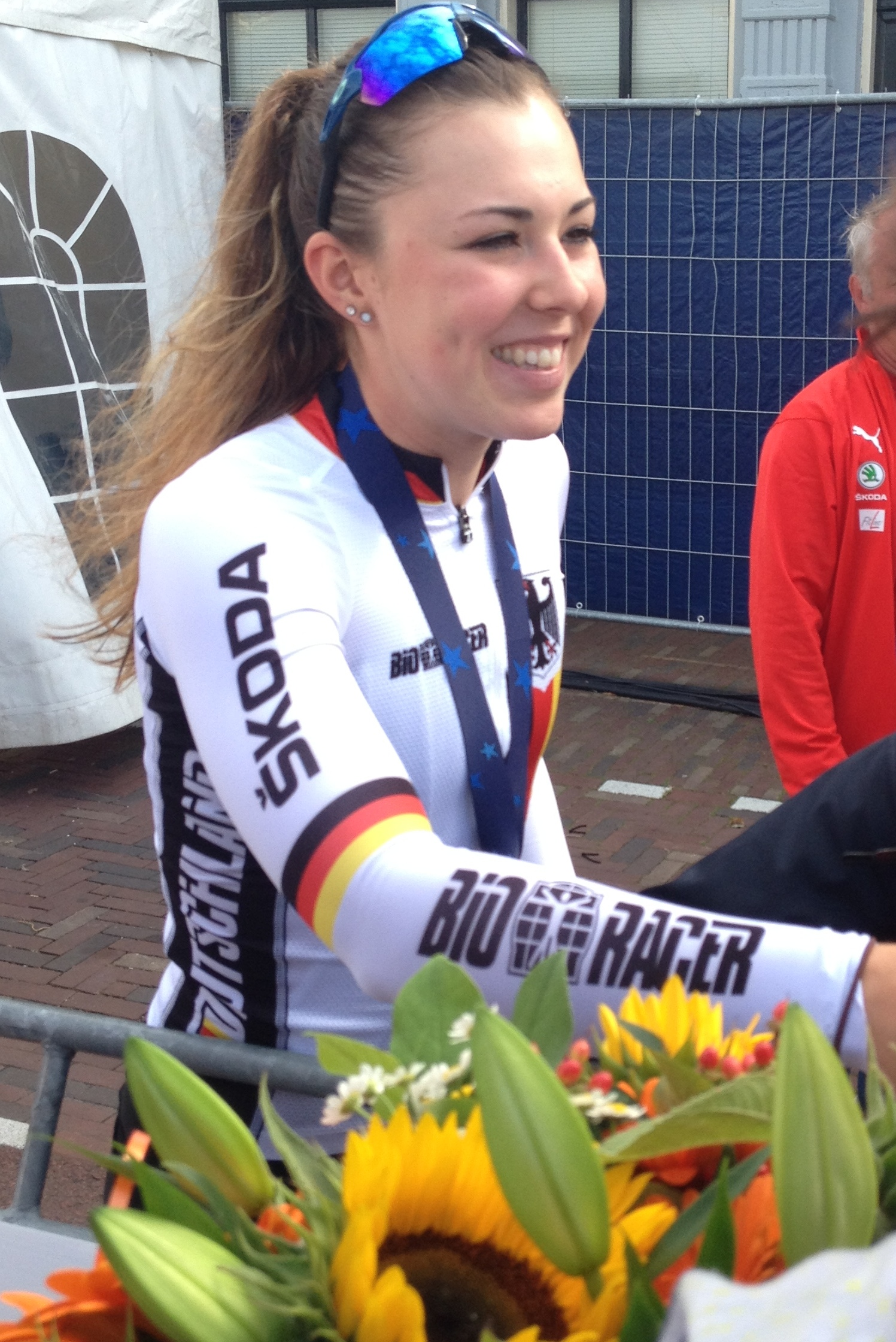
Lisa Klein aux championnats d'Europe

Aux championnats d'Europe, Lisa Klein est deuxième du relais mixte, puis deuxième du contre-la-montre individuel derrière Ellen van Dijk. Chez les espoirs, Hannah Ludwig s'impose sur le contre-la-montre,. Sur la course en ligne, Amy Pieters place l'attaque décisive. Elle est suivie par Lisa Klein et Elena Cecchini. Leur bonne coopération leur permet de compter deux minutes d'avance à vingt kilomètres de l'arrivée. Les trois coureuses se disputent la victoire au sprint. Avec un vent très défavorable dans la dernière ligne droite, Amy Pieters produit son accélération aux deux cents mètres. Elena Cecchini ne peut que la suivre, tandis que Lisa Klein prend la troisième place.
Au contre-la-montre par équipes de l'Open de Suède Vårgårda, Canyon-SRAM se classe deuxième derrière Sunweb pour vingt-cinq secondes. Au Tour de Norvège, sur la deuxième étape, dans la côte du circuit final, Alena Amialiusik accélère avec Marianne Vos, Ruth Winder et Soraya Paladin. Leah Kirchmann revient sur elles dans un second temps. Le groupe coopère bien. À dix kilomètres de l'arrivée, la Mitchelton-Scott revient sur les fuyardes. Alice Barnes est deuxième du sprint. Sur la troisième étape, dans la montée vers le fort Fredriksten, Stine Borgli mène la montée, mais Marianne Vos y attaque. Katarzyna Niewiadoma tente sans succès de la suivre. Plus loin, Niewiadoma sort avec Floortje Mackaij. La Polonaise est cinquième de l'étape. Alice Barnes est cinquième de la dernière étape. Au classement général, Katarzyna Niewiadoma est quatrième.

### Septembre

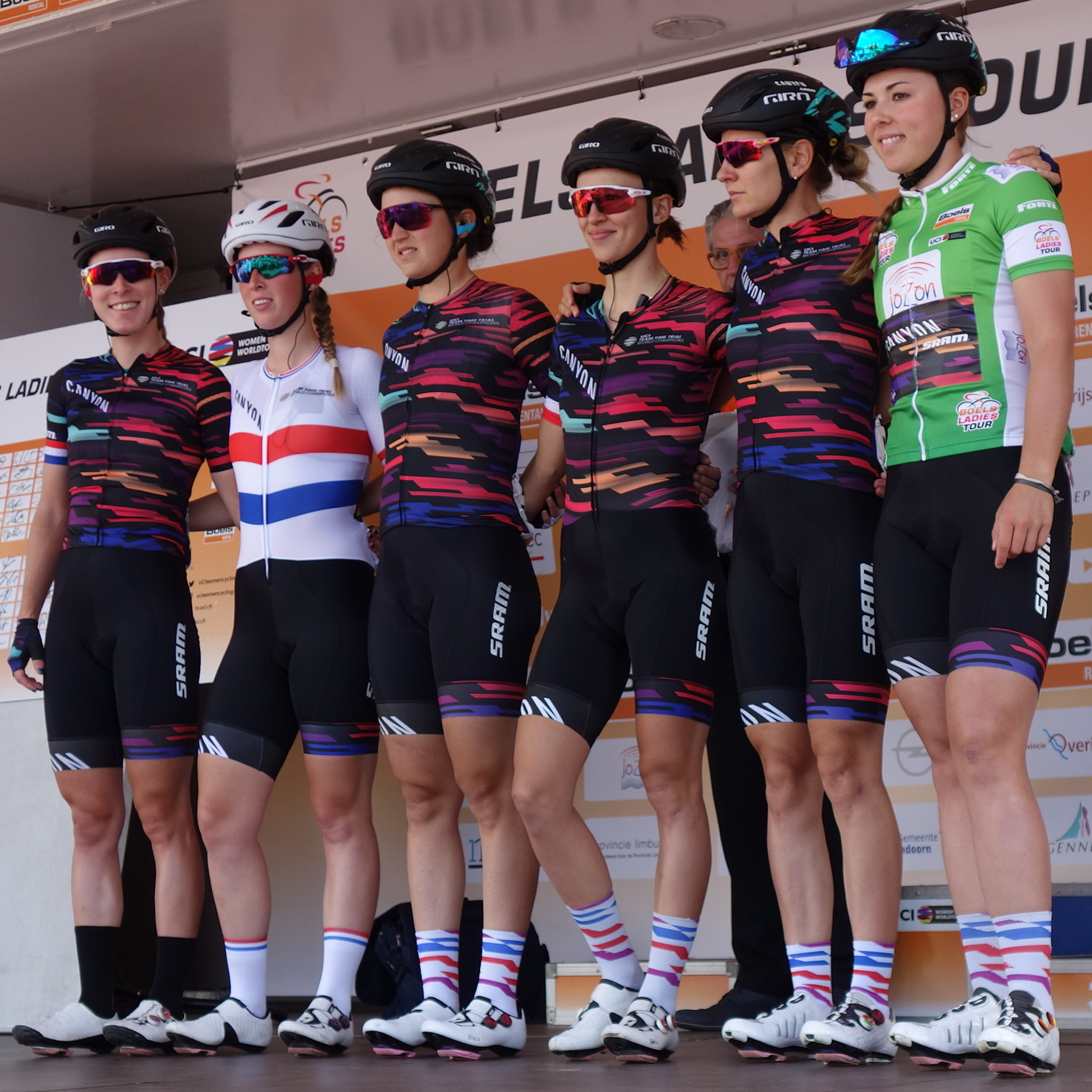
Au Boels Ladies Tour

Au Boels Ladies Tour, Lisa Klein est deuxième du prologue derrière Annemiek van Vleuten. Sur la troisième étape, dans une des dernières difficultés de la journée, Lisa Klein, Amy Pieters, Lizzie Deignan et Amanda Spratt s'échappent. Elles se disputent la victoire avec quelques secondes d'avance sur le peloton. Lisa Klein s'impose par une faible marge devant Amy Pieters et prend la tête du classement général. Elle perd cependant ce maillot le lendemain, au profit de Christine Majerus. Elle termine la course à la troisième place.
Au Tour de Belgique, Christa Riffel est sixième du prologue. Au Tour de l'Ardèche, Ella Harris fait partie de l'échappée durant la quatrième étape et se classe quatrième. Omer Shapira est huitième de la sixième étape.
Aux championnats du monde, Lisa Klein est cinquième du contre-la-montre individuel, Alena Amialiusik est neuvième, 	Omer Shapira treizième, Alice Barnes seizième et Rotem Gafinovitz trente-septième. Sur la course en ligne, aucun membre de l'équipe n'est dans l'échappée qui se dispute la victoire. Alena Amialiusik est dix-huitième,.

### Octobre
Au Tour du Guangxi, Tanja Erath se classe sixième du sprint. Au même moment, Elena Cecchini conserve son titre national en contre-la-montre en Italie.

## Victoires

### Sur route
| Victoires | Victoires                                          | Victoires   | Victoires | Victoires            | Victoires |
| Date      | Course                                             | Pays        | Classe    | Vainqueur            |           |
| --------- | -------------------------------------------------- | ----------- | --------- | -------------------- | --------- |
| 2 mars    | Tour d'Arava                                       | Israël      | 1.2       | Rotem Gafinovitz     |           |
| 14 avr.   | Classement général, Bloeizone Fryslân Tour         | Pays-Bas    | 2.1       | Lisa Klein           |           |
| 21 avr.   | Amstel Gold Race                                   | Pays-Bas    | 1.WWT     | Katarzyna Niewiadoma |           |
| 31 mai    | 4e étape du Tour de Thuringe                       | Allemagne   | 2.1       | Lisa Klein           |           |
| 2 juin    | 6e étape du Tour de Thuringe                       | Allemagne   | 2.1       | Elena Cecchini       |           |
| 13 juin   | 4e étape du Tour de Grande-Bretagne féminin        | Royaume-Uni | 2.WWT     | Katarzyna Niewiadoma |           |
| 15 juin   | Championnat d'Israël du contre-la-montre           | Israël      | CN        | Rotem Gafinovitz     |           |
| 27 juin   | Championnat de Grande-Bretagne du contre-la-montre | Royaume-Uni | CN        | Alice Barnes         |           |
| 28 juin   | Championnat d'Allemagne du contre-la-montre        | Allemagne   | CN        | Lisa Klein           |           |
| 29 juin   | Championnat d'Israël sur route                     | Israël      | CN        | Omer Shapira         |           |
| 30 juin   | Championnat de Grande-Bretagne sur route           | Royaume-Uni | CN        | Alice Barnes         |           |
| 5 juill.  | 1re étape du Tour d'Italie                         | Italie      | 2.WWT     | Canyon-SRAM Racing   |           |
| 18 juill. | Prologue, Baloise Ladies Tour                      | Pays-Bas    | 2.1       | Lisa Klein           |           |
| 20 juill. | 2eb étape, Baloise Ladies Tour                     | Belgique    | 2.1       | Lisa Klein           |           |
| 21 juill. | Classement général, Baloise Ladies Tour            | Belgique    | 2.1       | Lisa Klein           |           |
| 8 août    | Championnat d'Europe du contre-la-montre espoirs   | Pays-Bas    | CC        | Hannah Ludwig        |           |
| 6 sept.   | 3e étape, Simac Ladies Tour                        | Pays-Bas    | 2.WWT     | Lisa Klein           |           |
| 12 oct.   | Championnat d'Italie du contre-la-montre           | Italie      | CN        | Elena Cecchini       |           |

### Résultats sur les courses majeures

#### World Tour
| Date            | #  | Course                                   | Pays            | Meilleure classée    | Classement |
| --------------- | -- | ---------------------------------------- | --------------- | -------------------- | ---------- |
| 9 mars          | 1  | Strade Bianche                           | Italie          | Katarzyna Niewiadoma | 3e         |
| 17 mars         | 2  | Tour de Drenthe                          | Pays-Bas        | Tiffany Cromwell     | 13e        |
| 24 mars         | 3  | Trofeo Alfredo Binda-Comune di Cittiglio | Italie          | Katarzyna Niewiadoma | 6e         |
| 28 mars         | 4  | Trois Jours de la Panne                  | Belgique        | Lisa Klein           | 15e        |
| 31 mars         | 5  | Gand-Wevelgem                            | Belgique        | Elena Cecchini       | 8e         |
| 7 avril         | 6  | Tour des Flandres                        | Belgique        | Katarzyna Niewiadoma | 6e         |
| 21 avril        | 7  | Amstel Gold Race                         | Pays-Bas        | Katarzyna Niewiadoma | Vainqueur  |
| 24 avril        | 8  | Flèche wallonne                          | Belgique        | Katarzyna Niewiadoma | 6e         |
| 28 avril        | 9  | Liège-Bastogne-Liège                     | Belgique        | Katarzyna Niewiadoma | 6e         |
| 9-11 mai        | 10 | Tour de l'île de Chongming               | Chine           | -                    | -          |
| 16-18 mai       | 11 | Tour de Californie                       | États-Unis      | Katarzyna Niewiadoma | 5e         |
| 22-25 mai       | 12 | Emakumeen XXXI. Bira                     | Espagne         | Ella Harris          | 19e        |
| 10-15 juin      | 13 | The Women's Tour                         | Grande-Bretagne | Katarzyna Niewiadoma | 2e         |
| 5-14 juillet    | 14 | Tour d'Italie                            | Italie          | Katarzyna Niewiadoma | 5e         |
| 23 juillet      | 15 | La course by Le Tour de France           | France          | Katarzyna Niewiadoma | 13e        |
| 3 août          | 16 | RideLondon-Classique                     | Grande-Bretagne | Tiffany Cromwell     | 18e        |
| 10 août         | 16 | Open de Suède Vårgårda TTT               | Suède           | Canyon-SRAM          | 2e         |
| 18 août         | 18 | Open de Suède Vårgårda                   | Suède           | Hannah Barnes        | 16e        |
| 22-25 août      | 19 | Tour de Norvège                          | Norvège         | Katarzyna Niewiadoma | 4e         |
| 31 août         | 20 | Grand Prix de Plouay                     | France          | Elena Cecchini       | 10e        |
| 3 -8 septembre  | 21 | Boels Rental Ladies Tour                 | Pays-Bas        | Lisa Klein           | 3e         |
| 14-15 septembre | 22 | La Madrid Challenge by La Vuelta         | Espagne         | -                    | -          |
| 20 octobre      | 23 | Tour de Guangxi                          | Chine           | Tanja Erath          | 6e         |

Katarzyna Niewiadoma est quatrième du classement individuel et Canyon-SRAM sixième au classement par équipes.

#### Grand tour
| Grand tour            | Tour d'Italie             |
| --------------------- | ------------------------- |
| Coureuse (classement) | Katarzyna Niewiadoma (5e) |
| Accessits             | 1 étape                   |

## Classement mondial
| Classement UCI | Classement UCI       | Classement UCI   | Classement UCI |
| Coureuse       | Coureuse             | Pays             | Points         |
| -------------- | -------------------- | ---------------- | -------------- |
| 7e             | Katarzyna Niewiadoma | Pologne          | 1268.17 pts    |
| 10e            | Lisa Klein           | Allemagne        | 1077.33 pts    |
| 35e            | Elena Cecchini       | Italie           | 532 pts        |
| 47e            | Alice Barnes         | Royaume-Uni      | 439 pts        |
| 60e            | Omer Shapira         | Israël           | 316.17 pts     |
| 77e            | Alena Amialiusik     | Biélorussie      | 261.17 pts     |
| 123e           | Rotem Gafinovitz     | Israël           | 179 pts        |
| 143e           | Tanja Erath          | Allemagne        | 145 pts        |
| 171e           | Ella Harris          | Nouvelle-Zélande | 116 pts        |
| 187e           | Hannah Barnes        | Royaume-Uni      | 104.17 pts     |
| 213e           | Hannah Ludwig        | Allemagne        | 93 pts         |
| 215e           | Alexis Magner        | États-Unis       | 89.17 pts      |
| 256e           | Christa Riffel       | Allemagne        | 70 pts         |
| 351e           | Tiffany Cromwell     | Australie        | 39.17 pts      |

Canyon-SRAM est quatrième du classement par équipes.